# Théodore Tuffier
Théodore-Marin Tuffier, né le 26 mars 1857 à Bellême et mort le 27 octobre 1929 à Paris, est un chirurgien français, pionnier de la chirurgie pulmonaire et cardio-vasculaire, ainsi que de l'anesthésie par rachianesthésie.

## Biographie
Théodore Tuffier fut interne à partir de 1879 et obtint un poste de chirurgien des hôpitaux en 1887. Il travailla d'abord à la Pitié, puis à l'hôpital Beaujon, et fut nommé professeur agrégé de la Faculté de médecine de Paris en 1889.
C'est en 1891 qu'il réalisa la première résection du sommet d'un poumon droit détruit par la tuberculose.
Au plan de la chirurgie cardiovasculaire, Théodore Tuffier travailla avec Alexis Carrel et réalisa, notamment, l'une des premières interventions pour anévrisme de l'aorte ainsi que la première dilatation de rétrécissement aortique. Il travailla également sur les premières prothèses vasculaires.
Pendant la Première Guerre mondiale, il travailla sur le triage des blessés.
Théodore Tuffier épousa Madeleine Herbault (1867-1940), fille de Nemours Herbault, dont il eut un fils, Nemours, et deux filles, Jeanne (épouse de Pierre de Chavagnac) et Gabrielle (infirmière de la Croix-Rouge et résistante, épouse de Pierre Penin de La Raudière).

## Distinctions
- Grand officier de la Légion d'honneur
- Officier de l'Instruction publique
- Croix de guerre 1914-1918
- Commandeur de l'ordre de la Couronne (Roumanie)
- Grand officier de l'ordre de Sant'Iago de l'Épée
- Commandeur de l'ordre royal de Saint-Sava
- Chevalier commandeur de l'Ordre du Bain

## Éponymie
Ce chirurgien a laissé son nom à un type d'écarteur costal utilisé pour les thoracotomies ainsi qu'à une ligne anatomique reliant les deux crêtes iliaques pouvant servir comme repère pour la réalisation d'une rachianesthésie.